# キャミックス
株式会社キャミックス（英称：CAMIX）は、テレビ番組・CM・PV等の撮影業務を行う技術プロダクションである。本社は、大阪府大阪市福島区福島6丁目に置き、東京オフィスは港区赤坂2丁目にある。

## 沿革
- 1990年3月 - 株式会社クリエイティブ・ジョーズ撮影部が結成。
- 2005年7月 - クリエイティブ・ジョーズから撮影部が独立し、株式会社キャミックスを設立。
- 2009年8月- キャミックス東京オフィス「港区赤坂2丁目」に開設・全国の番組取材に対応可能

## 所在地・代表者
- 〒553-0003 大阪市福島区福島6丁目10-14 西梅田マンション102
- 〒107-0052 東京都港区赤坂2丁目15-7 赤坂Kマンション301

- 代表者 : 水谷 奨

## 所属スタッフ
- 水谷奨（カメラマン）
- 岡田秀徳（カメラマン）
- 西口健太（カメラマン）
- 松本智（カメラマン）
- 中村敦（カメラマン）

## 主な作品

### 映画
- 秋深き（出演 八嶋智人・佐藤江梨子・佐藤浩市 他）

### TV

#### 現在
- THE世界遺産（TBS）
- 情熱大陸（毎日放送）
- 行列のできる法律相談所（日本テレビ）
- 人生が変わる1分間の深イイ話（日本テレビ）
- 大改造!!劇的ビフォーアフター（ABC）
- すぽると!（フジテレビ）
- ひるおび!（TBS）
- 探偵!ナイトスクープ（ABC）
- 大阪ほんわかテレビ（読売テレビ）
- せやねん!（毎日放送）
- ホップ!ステップ!シャンプー!（ABC）
- ビーバップ!ハイヒール（ABC）
- ス・テ・キの扉（ABC）
- 今ちゃんの「実は…」（ABC）
- となりのマエストロ（毎日放送）
- ザ・ベストハウス123（フジテレビ）

#### 過去
- 世界ウルルン滞在記（毎日放送）
- スーパーテレビ情報最前線（日本テレビ）
- 紳助の人間マンダラ（関西テレビ）
- クイズ!紳助くん（ABC）
- 天使らんまん（毎日放送）
- ほんじゃに!（関西テレビ）
- ありがとう〜お仕事はNON STYLE〜（関西テレビ）
- クイズなんでもNo.1決定戦（毎日放送）
- ミヤネ式（フジテレビ）

### CM
- 任天堂『メイドイン俺』（出演：世界のナベアツ（博報堂）
- 平川商事
  - 奈良健康ランド（出演：ほしのあき）
  - ARROW
- 姫路健康ランド
- 住之江競艇（監督：相米慎二、出演：椎名桔平）

### PV
- SMAP『がんばりましょう』
- D-BOYS
- 全日空機内ビデオ『旅先ウォーカー』